# Bitcoin Gold
| Ticker               | BTG                   | BTG                   |
| Precisión            | 10−8 unidades         | 10−8 unidades         |
| Desarrollo           |                       |                       |
| Fecha de lanzamiento | 24 de octubre de 2017 | 24 de octubre de 2017 |
| Estado               | Activo                | Activo                |
| Bifurcación de       | Bitcoin               | Bitcoin               |
| Sitio web            | bitcoingold.org/      | bitcoingold.org/      |
| Parte técnica        |                       |                       |
| Límite de emisión    | 21,000,000            | 21,000,000            |

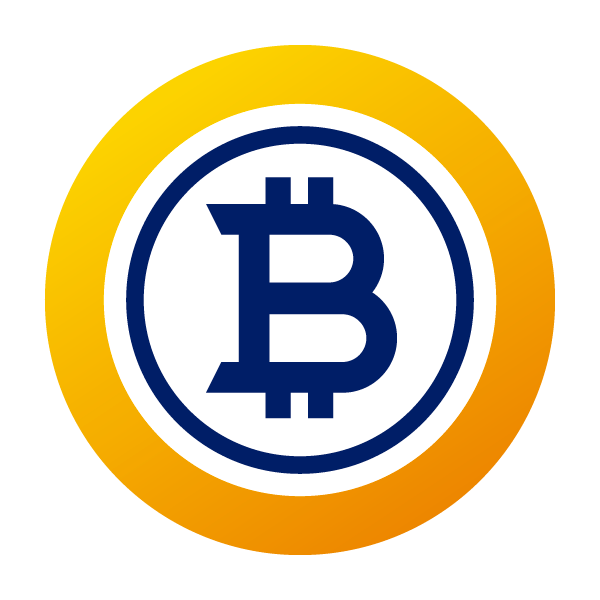

Bitcoin Gold (BTG) es un protocolo, proyecto de código abierto y criptomoneda originada de una bifurcación de la red Bitcoin (BTC) que no depende de ningún banco central, corporación o intermediario de confianza. 
El propósito declarado de la división que originó a Bitcoin Gold fue introducir cambios en el algoritmo de prueba de trabajo de la red para impedir el uso de hardware ASIC en el minado del criptoactivo.

## Historia

### Lanzamiento
Bitcoin Gold se bifurcó de la red de Bitcoin (BTC) el 24 de octubre de 2017, a la altura del bloque 491407. Poco después de su lanzamiento, el sitio web oficial del proyecto fue víctima de un ataque de denegación de servicio y recibió críticas de las plataformas de intercambio Coinbase y Bittrex, entre otras razones, por la emisión de monedas preminadas en favor de sus desarrolladores.
La bifurcación de Bitcoin Gold (BTG) implementó un nuevo algoritmo de minado en julio de 2018. El nuevo algoritmo, llamada "Equihash-BTG", se basó en uno desarrollado para Zcash, y requería más memoria que original.
En mayo de 2018, la red de Bitcoin Gold fue vulnerada por un 51% ejecutado por un atacante desconocido. Este tipo de ataque hace posible manipular el historial de transacciones de una cadena de bloques revirtiendo transacciones y volviendo a gastar monedas. Durante este ataque fueron robados unos 388.000 BTG (aproximadamente 18 millones  de dólares americanos) de varias plataformas de comercio de criptomonedas.
Bitcoin Gold fue posteriormente delistado de Bittrex, luego de que el equipo de desarrollo se negase a ayudar a pagar parte de los daños ocasionados.

### Minería
Cualquier persona puede minar BTG con tarjetas gráficas fácilmente disponibles. Bitcoin Gold utiliza el algoritmo Equihash-BTG, también
conocido como Equihash (144,5) o Zhash. Esta versión de Equihash usa más memoria de la que puede soportar una máquina ASIC

### Actualidad
La Organización de Bitcoin Gold cuenta con más de 20 personas con diversos antecedentes y habilidades. Fue iniciado por un grupo de seis Cofundadores en el verano de 2017, encabezado por Jack Liao. Las decisiones estratégicas son tomadas por la Junta, con el aporte del Equipo y los Asesores.
Bitcoin Gold es un proyecto de código abierto creado por la comunidad para la comunidad. Está disponible gratuitamente en Github, donde se puede seguir o contribuir al desarrollo. Muchos servicios relacionados con monedas también proporcionan soporte de API y complementos para que los desarrolladores los utilicen.